# Per Henricsson
Per Henricsson, né le 9 août 1969 à Stockholm, est ancien joueur de tennis suédois.

## Palmarès

### Titres en double messieurs
| No | Date       | Nom et lieu du tournoi       | Catégorie | Dotation  | Surface      | Partenaire     | Finalistes                 | Score    |  |
| -- | ---------- | ---------------------------- | --------- | --------- | ------------ | -------------- | -------------------------- | -------- |  |
| 1  | 13-06-1988 | Athens International Athènes |           | 93 400 $  | Terre (ext.) | Rikard Bergh   | Pablo Arraya Karel Nováček | 6-4, 7-5 |  |
| 2  | 31-07-1989 | Swedish Open Båstad          |           | 275 000 $ | Terre (ext.) | Nicklas Utgren | Josef Čihák Karel Nováček  | 7-5, 6-2 |  |

### Finales en double messieurs
| No | Date       | Nom et lieu du tournoi                 | Catégorie           | Dotation  | Surface      | Vainqueurs                  | Partenaire     | Score         |  |
| -- | ---------- | -------------------------------------- | ------------------- | --------- | ------------ | --------------------------- | -------------- | ------------- |  |
| 1  | 16-10-1989 | Tournoi de tennis de Tel Aviv Tel Aviv |                     | 100 000 $ | Dur (ext.)   | Jeremy Bates Patrick Baur   | Rikard Bergh   | 6-1, 4-6, 6-1 |  |
| 2  | 16-07-1990 | MercedesCup Stuttgart                  | Championship Series | 825 000 $ | Terre (ext.) | Pieter Aldrich Danie Visser | Nicklas Utgren | 6-3, 6-4      |  |
| 3  | 09-09-1991 | Geneva Open Genève                     | World Series        | 225 000 $ | Terre (ext.) | Sergi Bruguera Marc Rosset  | Ola Jonsson    | 3-6, 6-3, 6-2 |  |